# 小金冬青
小金冬青（学名：Ilex xiaojinensis）是冬青科冬青属的植物，是中国的特有植物。分布于中国大陆的广东等地，生长于海拔400米至550米的地区，常生于沟旁密林中，目前已由人工引种栽培。